# Киргизы в США
Кыргызы в США (кирг. АКШдагы кыргыздар, Америкалык кыргыздар) — граждане США киргизского происхождения.

## История
Начало эмиграции кыргызов в США началось с 70-х годов, когда из Афганистана в ходе афганской войны сотни афганских киргизов были вынуждены в срочном порядке эвакуироваться. Однако массовая эмиграция в США началась в 90-х годах после распада СССР и политической нестабильности на постсоветском пространстве. Как правило, миграция осуществляется по системе «грин кард» (Diversity Visa).

## Настоящее положение
Кыргызстанские мигранты обычно проживают в крупных американских городах, таких как Нью-Йорк, Лос-Анджелес, Чикаго и Сан-Франциско. Во многом это связано с тем, что в этих городах местные правоохранительные органы не в полной мере сотрудничают с федеральным правительством, в частности, с иммиграционными и таможенными органами США в определении местонахождения, идентификации и депортацией незарегистрированных иммигрантов. Также эти города являются привлекательными с экономической точки зрения, где существует много возможностей для работы и бизнеса.
Множество эмигрантов из Кыргызстана работают в сфере IT-технологий, а также ведут активную политическую жизнь. 4 февраля 2020 года кыргызы выступили против указа Дональда Трампа об ограничении въезда гражданам шести стран, в списке которых был и Кыргызстан.

## Численность
По неофициальным данным, в США проживает 26 тысяч кыргызстанцев.

## Организации
В Чикаго существует кыргызский общественный центр, в котором проводятся различные мероприятия, от праздничных торжеств до образовательных и культурных мероприятий. Также в городах США существуют рестораны и заведения кыргызской кухни, такие как Jibek Jolu (Жибек Жолу) и Bai Café (Бай Кафе).